# Master and Commander
Master and Commander (1971) é um romance de Patrick O'Brian, o primeiro da série Aubrey-Maturin.
O filme Master and Commander: The Far Side of the World (Brasil: Mestre dos Mares - O Lado Mais Distante do Mundo ), 2003, estrelando Russel Crowe e Paul Bettany, é baseado neste e em outros livros da série.

## Enredo
Master and Commander começa em 18 de abril de 1800 em Port Mahón, Minorca, quando era uma base da Marinha Real Britânica. Jack Aubrey é um tenente em porto sem navio, Stephen Maturin é um doutor e filósofo naturalista. Estes dois personagens principais são dois estranhos a princípio e são unidos pelo gosto pela música. Aubrey toca violino e Maturin violoncelo.
A história introduz estes dois personagens e dá a Jack seu primeiro comando (uma promoção para Comandante) em uma pequena chalupa, HMS Sophie. Stephen aceita a posição de cirurgião da Sophie. Nós também conhecemos Pullings, Mowett, Lamb e Babbington, que tornam-se figuras permanentes na série, e James Dillon, imediato da Sophie, que tem um passado secreto na República da Irlanda, assim como Stephen.